# Де Фирмиан, Ник
Николас Эрнест де Фирмиан (англ. Nicholas Ernest de Firmian; род. 26 июля 1957, Фресно) — американский шахматист, гроссмейстер (1985).
В чемпионате США (1984) — 2-е место. В составе команды США участник 8-и олимпиад (1980, 1984—1990, 1996—2000). В межзональном турнире (Тунис, 1985) — 9-е место.
Лучшие результаты в других международных соревнованиях: Лос-Анджелес (1977) — 2—3-е; Баерум (1980) и Смедеревска-Паланка (1981) — 2—3-е; Ниш — (1981) — 3—6-е; Гёусдал (1982 и 1983) — 2-е и 1—3-е; Филадельфия (1982) и Врнячка-Баня (1983) — 1—4-е; Хамар (1983) — 1-е; Люксембург (1984) — 2—3-е; Копенгаген (1984) — 1—2-е; Белград (1984) — 2-е; Нью-Йорк (1985) — 1—6-е; Сан-Франциско и Филадельфия (1986) — 1-е; Лондон (1986) — 2—3-е; Лос-Анджелес (1987) — 2—3-е места.

## Изменения рейтинга
| Графики недоступны из-за технических проблем. См. информацию на Фабрикаторе и на mediawiki.org. |